# Srgjan Kerim
Srgjan Kerim (12 de diciembre de 1948, en macedonio: Срѓан Керим), fue el presidente de la Asamblea General de las Naciones Unidas, iniciando su mandato el 18 de septiembre de 2007 y culminó este el 16 de septiembre de 2008.  Dos meses antes del fin de su mandato, Kerim declaró «que habría entre 50 y 200 millones migrantes ambientales para el 2010» a causa del calentamiento global.
Kerim nació en Skopie, Macedonia del Norte el 12 de diciembre de 1948. Fue ministro de Relaciones Exteriores de Macedonia del Norte entre 2000 y 2001. Entre 2001 y 2003, se desempeñó como representante permanente de la República de Macedonia ante las Naciones Unidas (Ciudad de Nueva York). 
Durante su carrera diplomática, de 1994 a 2000 fue embajador de Macedonia del Norte en Alemania, en 1995 hasta 2000 fue designado embajador de Macedonia en Suiza. 
Fue enviado especial del coordinador del Pacto de Estabilidad para el Sudeste de Europa en el 2000.
Ha publicado diferentes libros sobre relaciones diplomáticas y política. En 2007 fue designado presidente de la Asamblea General de la ONU sucediendo a Haya Rashed Al-Khalifa.
Habla de forma fluida español, inglés, francés, alemán, etc.